# Blaženka Zorić
Blaženka Zorić (Zagreb,  30. kolovoza 1931. – Zagreb, 6. listopada 2013.) bila je hrvatska glasovirska pedagoginja i glazbena spisateljica.

## Životopis
Blaženka Zorić je u srednjoj muzičkoj školi bila učenica Margite Matz, a potom je na Muzičkoj akademiji u Zagrebu studirala glasovir u razredima Ive Mačeka i Darka Lukića: diplomirala je 1957. i odmah se posvetila klavirskoj pedagogiji. Bila je profesorica glasovira i pročelnica klavirskih odjela u zagrebačkim srednjim glazbenim školama, do 1971. na Glazbenoj školi Blagoja Berse, a od 1971. na Glazbenoj školi Vatroslava Lisinskog. Godine 1993. imenovana je u zvanje profesora mentora.Njezini su đaci uspješno nastupali na brojnim produkcijama, osobito 1960.-ih, kada su među prvima u svijetu izvodili ondašnju avangardnu glazbu (Muzički biennale Zagreb). Mnogi njezini učenici uspješno su upisali i završili Muzičke akademije u Hrvatskoj i inozemstvu, primjerice Vitomir Ivanjek, Inja Davidović, Matija Dedić, Mia Elezović, Darko Domitrović, Nada Majnarić, Kristina Zolota, Dejana Pejković i dr. 
Objavila je izdanja instruktivne literature o radu s malom djecom: Etide za mlade pijaniste (1973.), Abeceda klavira (dva sveska, 1974. i 1975.) te mnoge stručne članke i rasprave. Predavala je na pijanističkim seminarima u Hrvatskoj i inozemstvu (Tunis, Montreux) te bila članicom žirija na Natjecanju mladih pijanista u Senigalliji (Italija). Za svoja je pedagoška postignuća dobila mnoga priznanja i nagrade.